# Thomas Sabitzer
Thomas Sabitzer né le 12 octobre 2000 en Autriche, est un footballeur autrichien évoluant au poste d'avant-centre au WSG Tirol.

## Biographie

### En club
Passé par le centre de formation du Sturm Graz, Thomas Sabitzer rejoint en 2016 le Kapfenberger SV, avec qui il débute en professionnel lors de la saison 2017-2018, en deuxième division autrichienne. Lors de la saison suivante il se fait remarquer en inscrivant 12 buts en 27 matchs de championnat.
Sabitzer est repéré par le LASK Linz qu'il rejoint lors du mercato d'été 2019. Il fait sa première apparition en Ligue des champions le 13 août 2019, face au FC Bâle, contre qui son équipe s'impose (3-1).
Le 1er juin 2021, est annoncé le prêt d'une saison de Thomas Sabitzer au WSG Tirol,. Avec cette équipe il se fait remarquer le 25 septembre 2021 en réalisant un triplé en championnat face au SV Ried, permettant au WSG Tirol de s'imposer par quatre buts à deux,.
Lors de l'été 2023, Thomas Sabitzer quitte définitivement LASK pour s'engager en faveur du Wolfsberger AC. Le transfert est annoncé le 8 juin 2023 et il s'engage jusqu'en juin 2026.

### En équipe nationale
Le 15 novembre 2019, Thomas Sabitzer joue son premier match avec l'équipe d'Autriche espoirs, face au Kosovo. Il entre en jeu lors de ce match que son équipe remporte sur le score de quatre buts à zéro. 

## Vie personnelle
Thomas Sabitzer est le cousin de l'international autrichien Marcel Sabitzer, et le neveu d'Herfried Sabitzer, ancien international autrichien.